# Réseau de bus Keolis Ormont
Keolis Ormont est une entreprise de transports de voyageurs autrefois basée au no 12-14 rue des Épinants à Étampes dans l'Essonne en région Île-de-France, puis basée au 266 avenue du Président Wilson à Saint-Denis (Seine-Saint-Denis) à la suite de l'arrêt de ses activités opérationnelles.

## Histoire
Le 15 janvier 2016, le groupe Keolis, filiale de la SNCF, rachète Ormont Transport ainsi que les Transports Daniel Meyer, améliorant ainsi son implantation en Essonne.
Le 8 janvier 2018, le réseau urbain d'Étampes est restructuré afin d'améliorer la desserte de nouveaux quartiers, avec la création de nouveaux arrêts, et de mieux répondre aux besoins des usagers. De plus, les fréquences des nouvelles lignes sont renforcées et les amplitudes horaires élargies. Ainsi, les lignes 913.01, 913.02 et 913.30 sont supprimées et remplacées comme suit, :
- la ligne 1 est créée en reprenant la desserte du quartier de Guinette de la ligne 913.01. Celle-ci continue à desservir l'hôpital d'Étampes, la salle des Fêtes et le lycée Saint-Hilaire ;
- la ligne 2 est créée en reprenant la desserte du quartier de la Croix de Vernailles de la ligne 913.02 ;
- la ligne 3 est créée en reprenant la desserte du quartier Saint-Martin de la ligne 913.02. Celle-ci est équipée d'un minibus afin de maximiser les gains de temps ;
- la ligne 4 est créée en reprenant la desserte du quartier Saint-Pierre de la ligne 913.01. Celle-ci est équipée d'un minibus en raison de difficultés de circulation dans la rue de la République ;
- les lignes 5 et 6 sont créées en reprenant une grande partie de la ligne 913.30. Elles assurent un service circulaire au départ de l'hôpital d'Étampes dans le sens des aiguilles d'une montre pour la ligne 6 et dans le sens contraire pour la ligne 5.

À cette même date, la ligne 913.17 voit la création d'un aller-retour par jour vers l'hôpital d'Étampes. De plus, les horaires de la ligne sont mieux adaptés aux horaires des trains en gare d'Étampes. Le terminus du Rotoir est abandonné au profit d'un nouveau terminus à la mairie de Brières-les-Scellés. La ligne 913.50 est également modifiée avec l'adaptation de ses horaires à ceux des trains en gare d'Étampes et d'Étréchy. De plus, face au trafic important de la ligne, la ligne est dotée d'un véhicule de plus grande capacité.
Le 8 janvier 2018, la ligne 68.01 est modifiée avec la création de courses supplémentaires aux heures de pointe. De plus, la ligne est prolongée jusqu'au pôle Teratec et au site du CEA de Bruyères-le-Châtel. Par ailleurs, la ligne scolaire prend l'indice 68.01S.
Le 5 novembre 2018, la ligne 68.13 voit son itinéraire modifié afin de desservir le hameau du Plateau à Roinville.
Le 2 septembre 2019, la desserte par les bus de la ligne 68.02 est prolongée aux heures de pointe du matin jusqu’à 9 h à l'arrivée à la gare de Breuillet-Village au lieu de 7 h 30 auparavant et, le soir, cette desserte est avancée à 16 h 15 au départ de cette gare au lieu de 18 h auparavant.

### Ouverture à la concurrence
Le 1er août 2022, les lignes 1, 2, 3, 5, 6, 913.07, 913.08, 913.10, 913.17, 913.50, 68.09, 68.13, 68.14, 68.16, 306.04 et 306.12 intègrent le réseau de bus Essonne Sud Ouest dans le cadre de l'ouverture à la concurrence des réseaux de bus franciliens ; les autres lignes seront reprises par Keolis Meyer en attendant l'attribution du lot auquel elles seront rattachées.
Le 1er août 2022, Keolis Ormont arrête toute activité pour le compte d'Île-de-France Mobilités : outre les lignes reprises par le réseau de bus Essonne Sud Ouest, les lignes restantes sont reprises par Keolis Meyer. Le siège social est déplacé à Saint-Denis (Seine-Saint-Denis) avec prise d'effet au 1er août 2022.

## Exploitation

### Matériel roulant
- Bus urbains :
  - Setra S 315 NF
  - Setra S 415 NF
  - Mercedes-Benz Citaro
  - Mercedes Citaro Facelift
  - Merrcedes Citaro LE Ü
  - Mercedes Citaro C2

- Cars interurbains:
  - Fast Scoler 3
  - Fast Starter
  - Mercedes-Benz Intouro
  - Setra S 315 UL
  - Setra S 317 UL
  - Solaris Interurbino
  - Temsa Safari
  - Temsa Tourmalin (scolaire)

- Cars de tourisme :
  - Scania Intercentury
  - Setra S 415 GT-HD

- Véhicules affrétés à Albatrans :
  - Mercedes-Benz Citaro
  - Setra S 415 ÜL
  - Setra S 417 ÜL

- Véhicules affrétés à Noctililien :
  - Setra S 415 ÜL

### Galerie de photographies

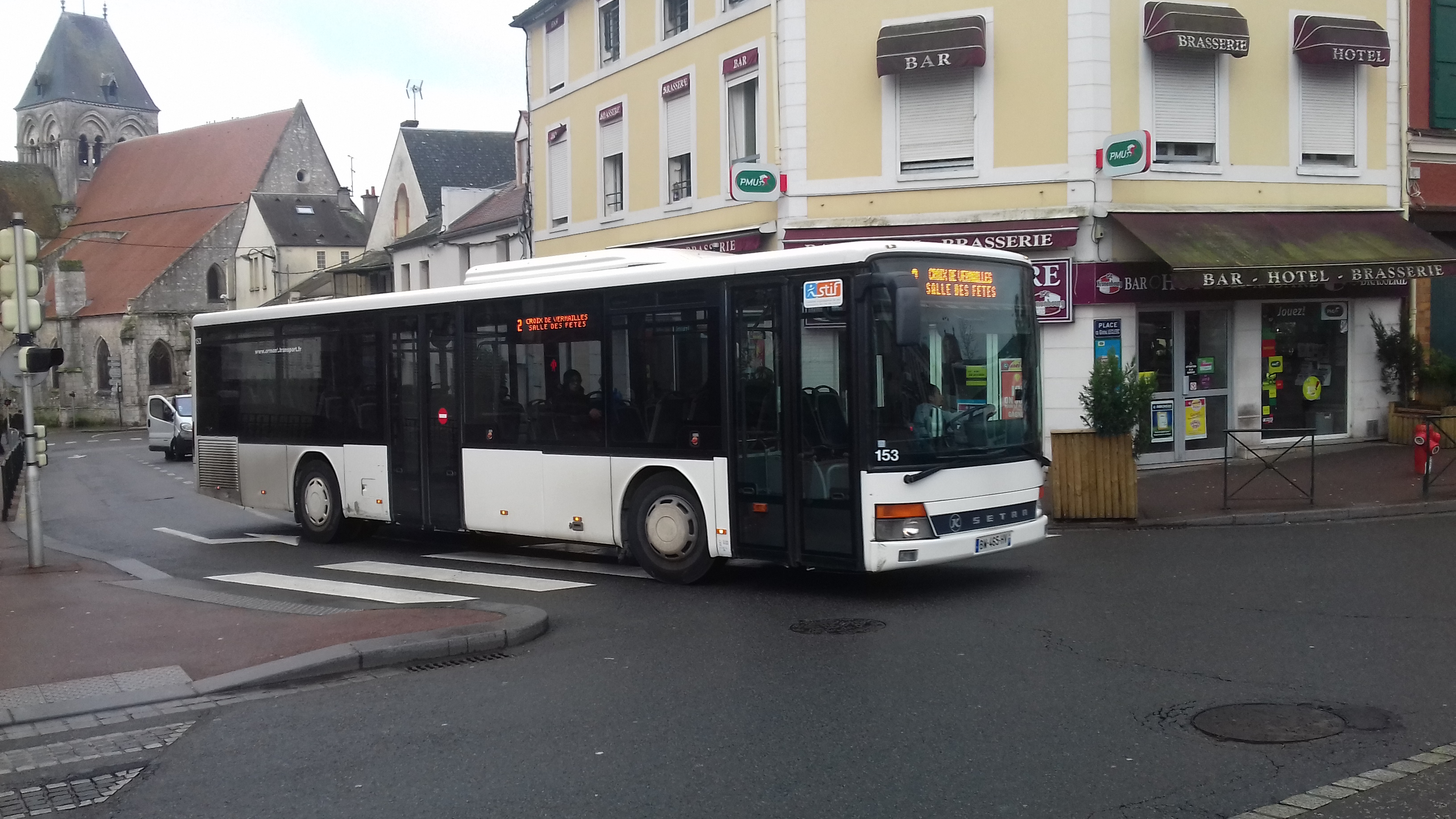
Setra S 315 NF n°153 à Étampes.
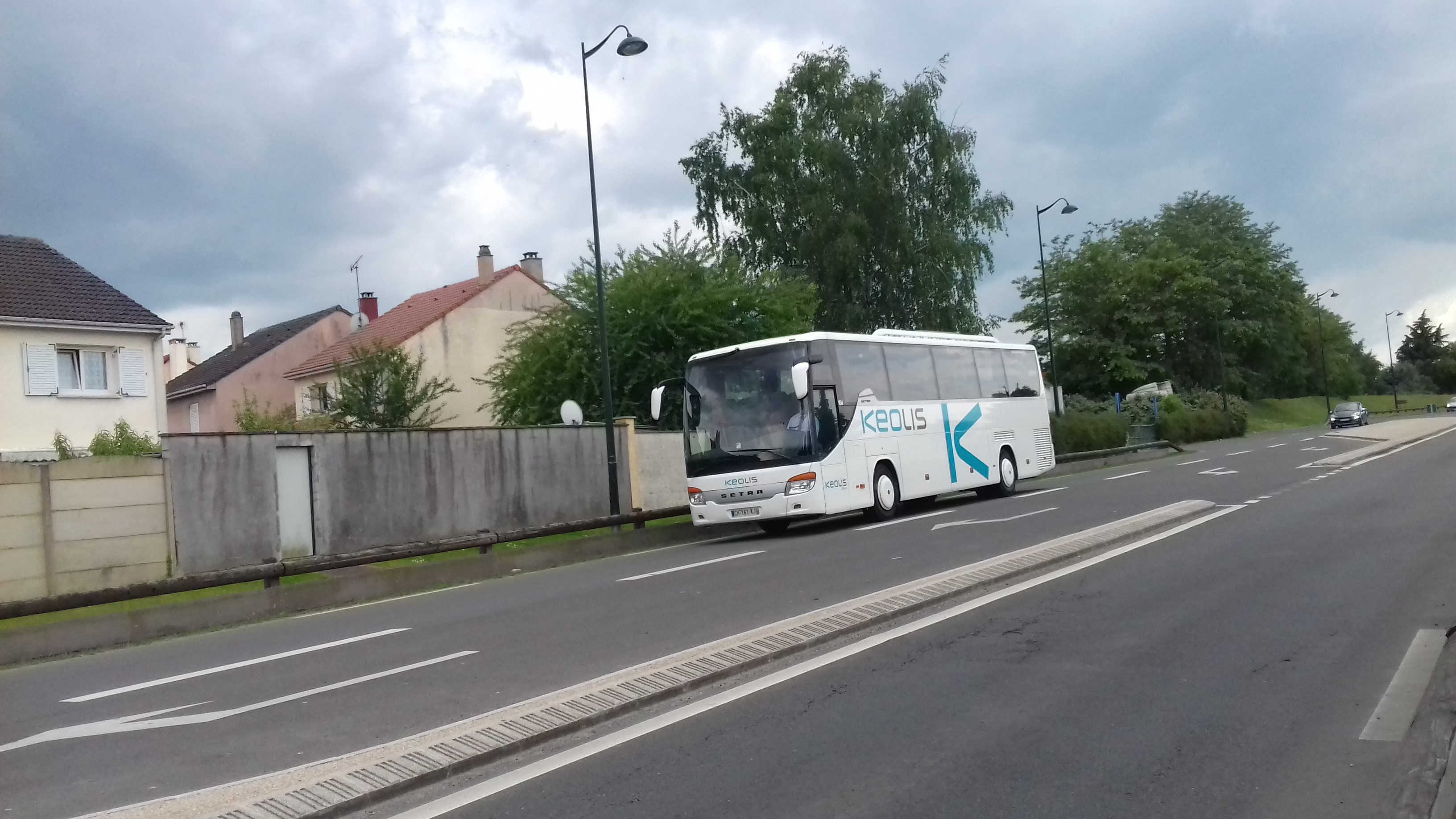
Setra S 415 GT-HD n°154 à Étampes.
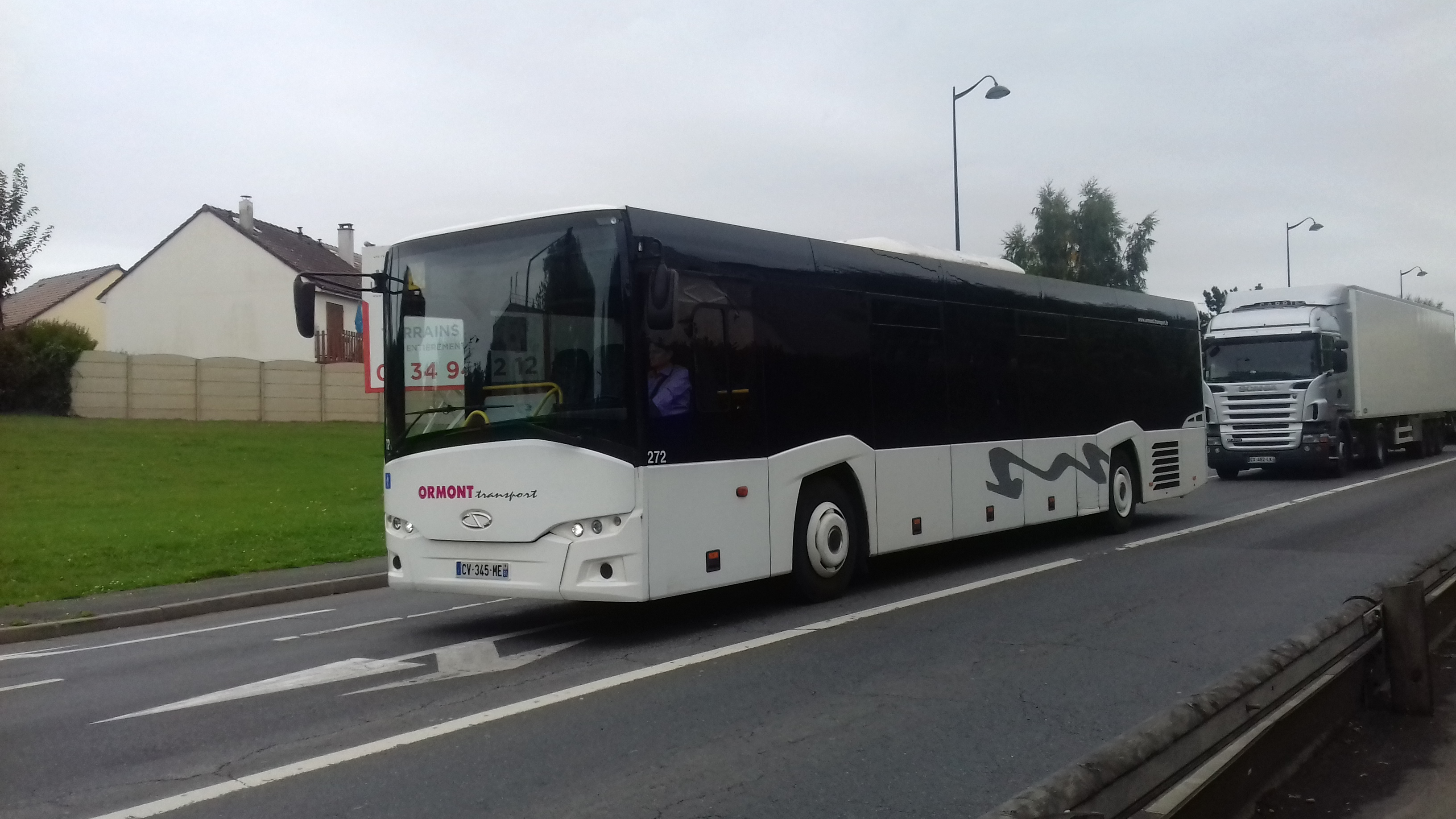
Solaris Interurbino n°272 à Étampes.
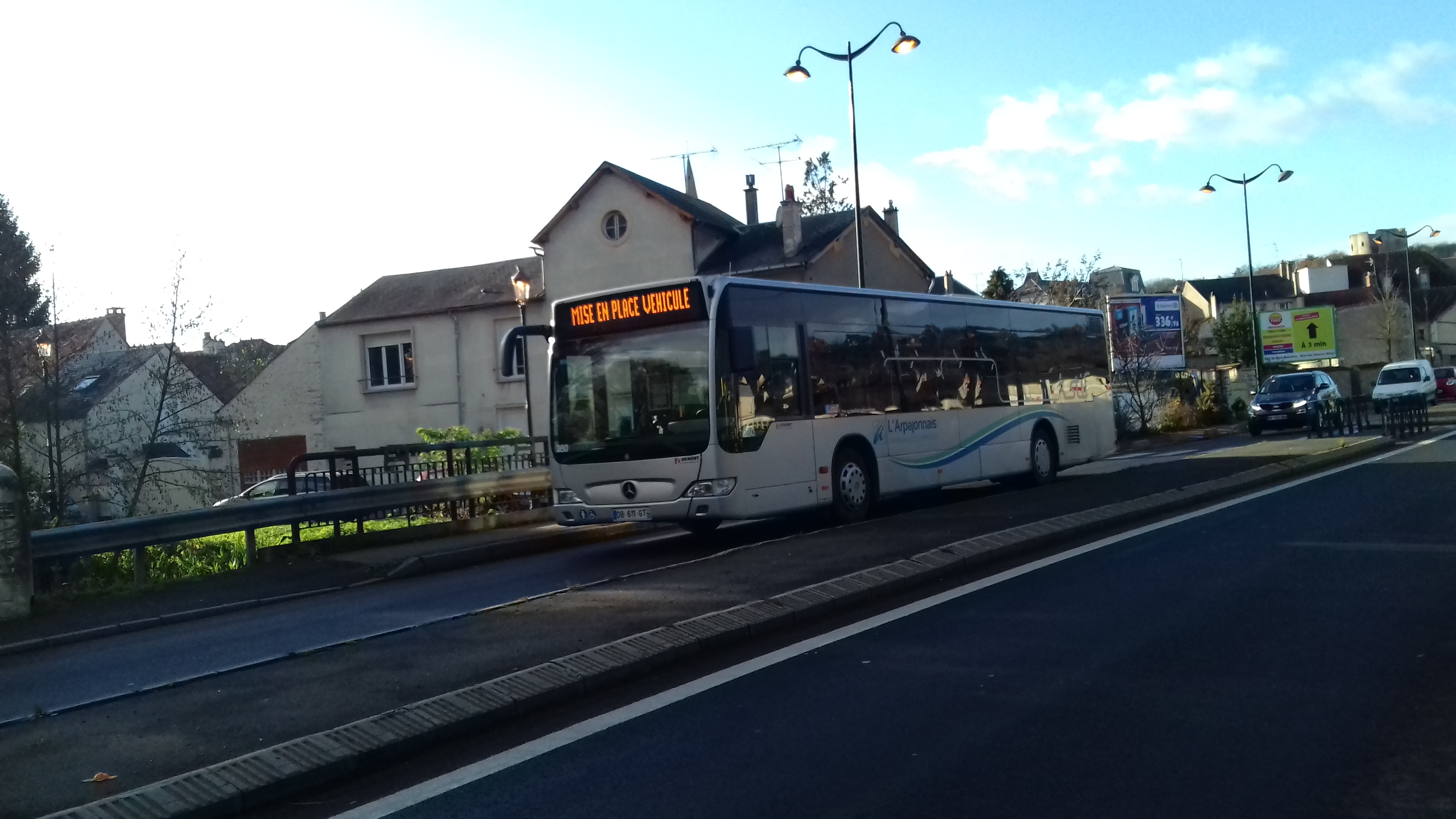
Mercedes Citaro Facelift n°280 à Étampes.
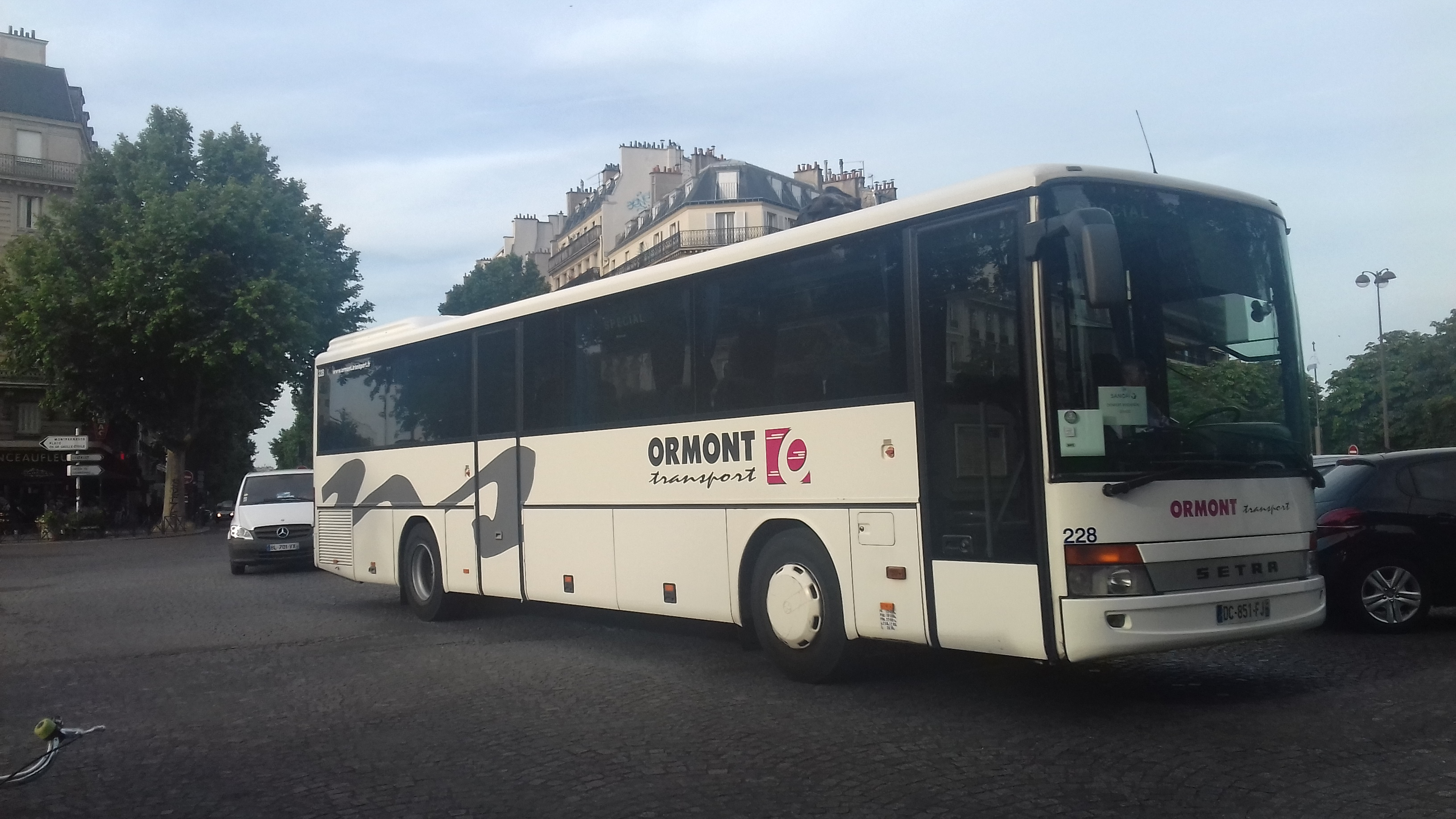
Setra S 315 UL n°228, sur la place Denfert-Rochereau, à Paris
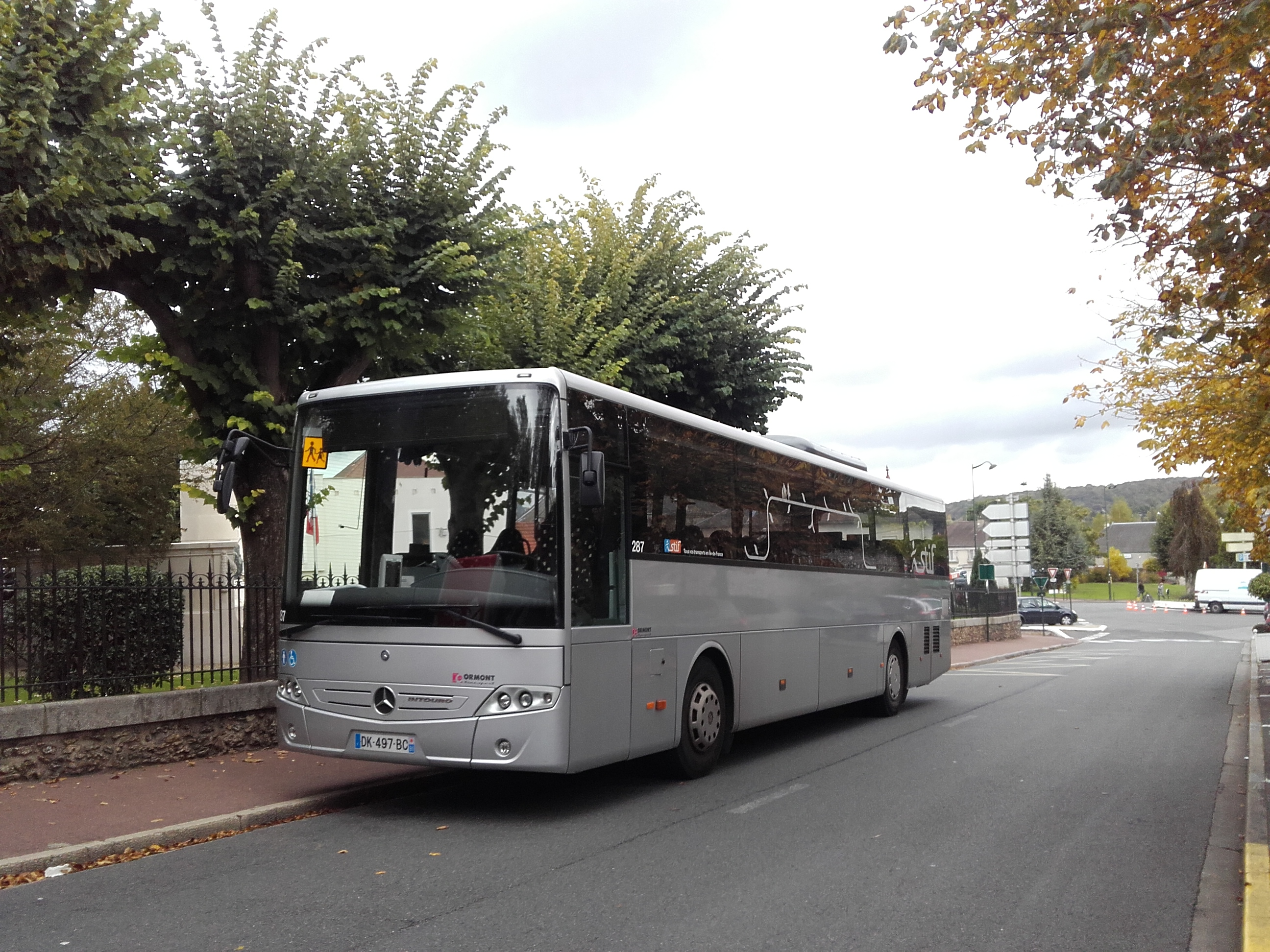
Mercedes Intouro n°287 à Étampes.

### Dépôt
La société possédait un seul dépôt situé à Étampes. Le dépôt a également pour mission d'assurer l'entretien préventif et curatif du matériel. L'entretien curatif ou correctif a lieu quand une panne ou un dysfonctionnement est signalé par un machiniste.

## Identité visuelle

Logo de Ormont Transport jusqu'en 2016
Logo de Ormont Transport de 2016 à 2017
Logo de Keolis Ormont depuis 2017
Logo du réseau C.E.R.I.S.E